# Aureliano Chaves

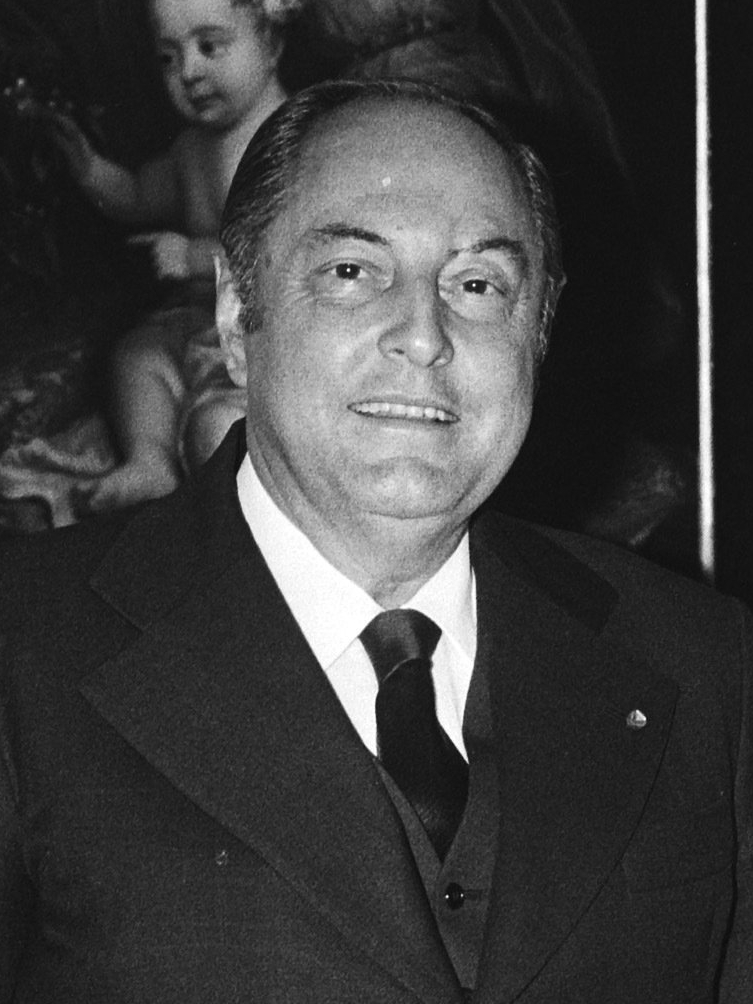
Aureliano Chaves (1982)

Antônio Aureliano Chaves de Mendonça (* 13. Januar 1929 in Três Pontas, Minas Gerais; † 30. April 2003 in Belo Horizonte, Minas Gerais) war ein brasilianischer Ingenieur und Politiker, der unter anderem Mitglied der Abgeordnetenkammer, zwischen 1975 und 1978 Gouverneur von Minas Gerais, von 1979 bis 1985 Vizepräsident von Brasilien sowie zwischen 1985 und 1988 Minister für Bergbau und Energie war. Bei der Präsidentschaftswahl 1989 kandidierte er ohne Erfolg für das Amt des Staatspräsidenten.

## Leben
Antônio Aureliano Chaves de Mendonça absolvierte nach dem Schulbesuch ein Studium der Fachrichtung Elektrotechnik und Maschinenbau am Institut für Elektrotechnik der Universidade Federal de Itajubá (UNIFEI), welches er 1953 als Ingenieur beendete. Im Anschluss lehrte er als Professor für Ingenieurwissenschaften an der UNIFEI sowie am Polytechnischen Institut der Pontifícia Universidade Católica de Minas Gerais (PUC-MG), ehe er 1961 Direktor beim staatlichen Energieunternehmen Eletrobrás (Centrais Elétricas Brasileiras SA) sowie zeitweise Vorstandsmitglied des Energieunternehmens CEMIG (Companhia Energética de Minas Gerais) wurde. Seine politische Laufbahn begann er in der Nationalen Demokratischen Union UDN (União Democrática Nacional), der er von 1957 bis 1965 angehörte, und war für diese zwischen 1962 und 1966 als Deputado Estadual Mitglied der Legislativversammlung des Bundesstaates Minas Gerais. Während der Amtszeit von Gouverneur José de Magalhães Pinto (31. Januar 1961 bis 31. Januar 1966) wurde er 1964 Bildungsminister sowie 1965 Minister für Kommunikation und öffentliche Arbeiten in der Bundesstaatsregierung von Minas Gerais.
Nachdem Chaves 1966 zur Nationalen Erneuerungsallianz ARENA (Aliança Renovadora Nacional) gewechselt war, wurde er am 1. Februar 1967 als Deputado Federal Mitglied der Abgeordnetenkammer (Câmara dos Deputados do Brasil) und vertrat in dieser bis zum 1. Februar 1975 den Bundesstaat Minas Gerais. Während seiner Parlamentszugehörigkeit wurde er 1967 zunächst Vorsitzender des Ausschusses für Wissenschaft und Technologie stellvertretendes Mitglied der Ausschüsse für Landwirtschaft und für Bergbau und Energie. 1971 wurde er Mitglied und Vorsitzender des Ausschusses für Bergbau und Energie sowie stellvertretender Vorsitzender des Sonderausschusses zur globalen Untersuchung des Problems der Umweltverschmutzung. Am 15. März 1975 übernahm er von Rondon Pacheco den Gouverneur von Minas Gerais und bekleidete diesen bis zum 5. Juli 1978, woraufhin Levindo Ozanam Coelho zunächst kommissarischer Gouverneur und schließlich Francelino Pereira am 15. März 1979 neuer Gouverneur wurde.

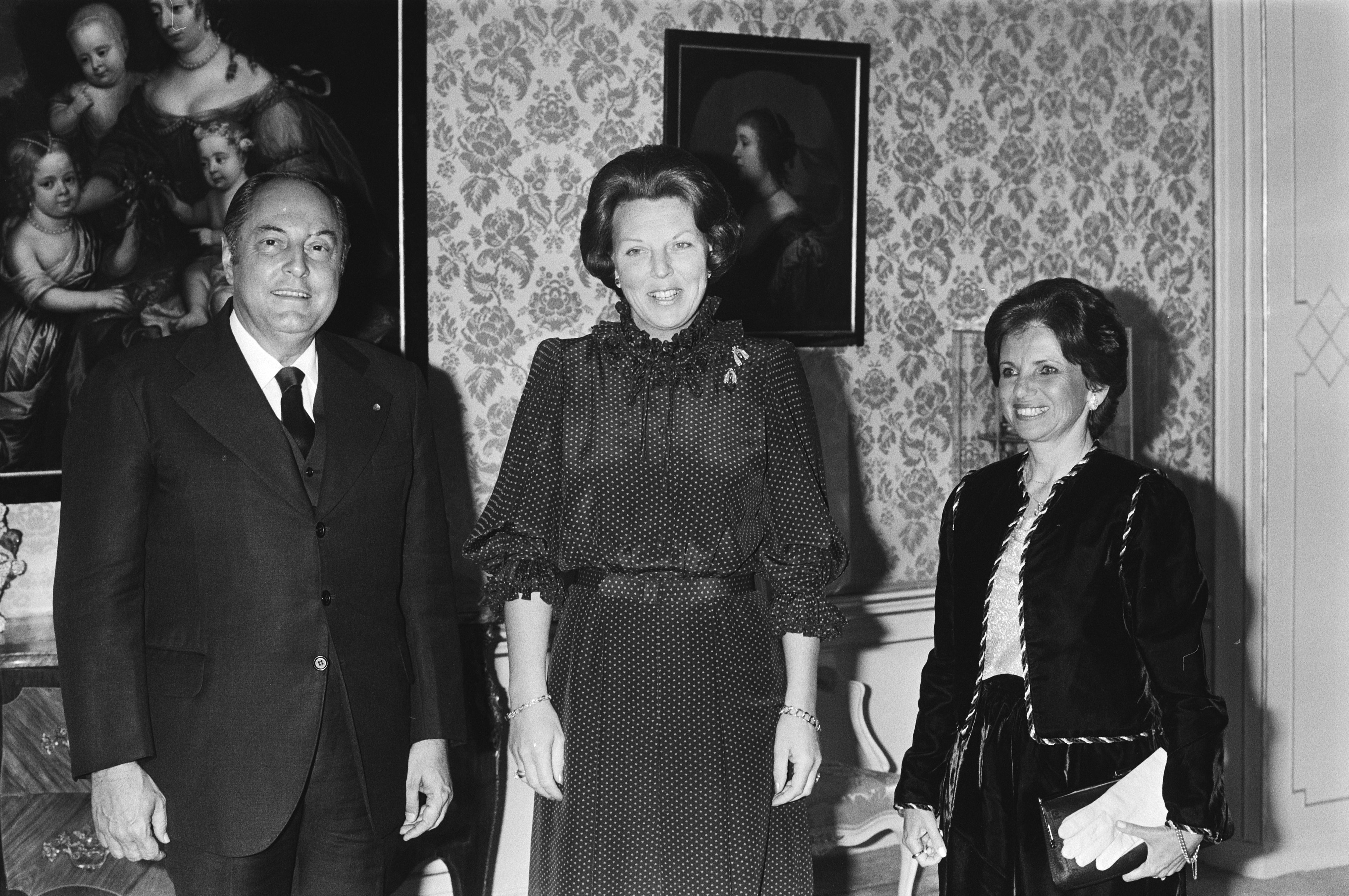
Chaves mit seiner Ehefrau Vivi Chaves (rechts) und Königin Beatrix bei einem Staatsbesuch in den Niederlanden (4. Oktober 1982).

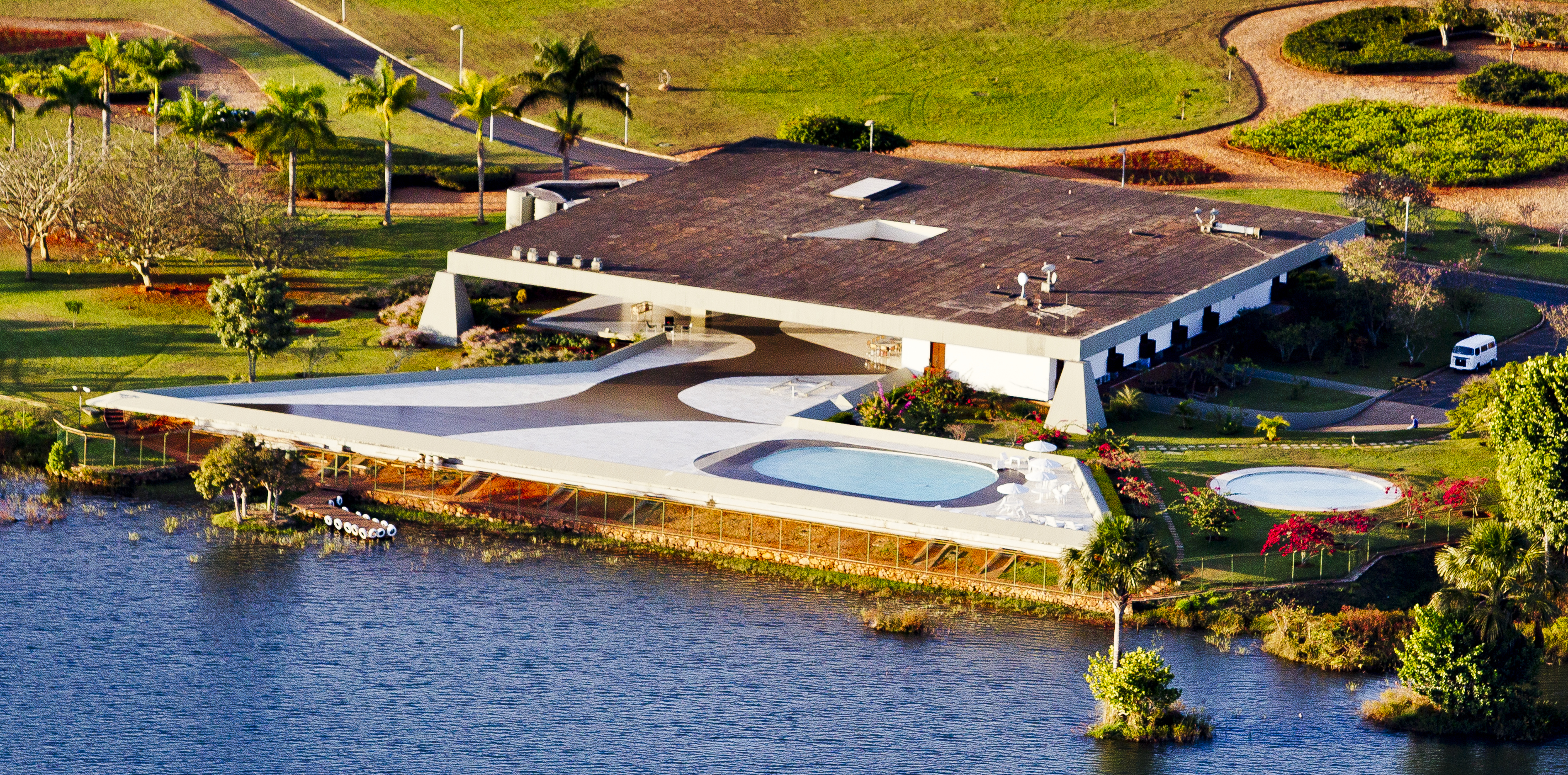
Der Palácio do Jaburu in Brasília, offizielle Residenz des Vizepräsidenten von Brasilien.

Aureliano Chaves, einer der führenden Politiker des wichtigen südöstlichen Bundesstaates Minas Gerais, wurde am 15. März 1979 Vizepräsident unter Staatspräsident João Baptista de Oliveira Figueiredo, dem letzten von fünf Generälen, die während der Militärdiktatur (1964–1985) das Amt des Staatspräsidenten bekleidete, und gehörte dessen Kabinett bis zum 15. März 1985 an. Er gehörte seit 1980 der Sozialdemokratischen Partei PDS (Partido Democrático Social) an, die aus der ARENA hervorgegangen war, und war 1981 und 1983 in Abwesenheit von Figueiredo zeitweise kommissarischer Staatspräsident.
1985 wurde Chaves Führer der Partei der liberalen Front PFL (Partido da Frente Liberal), ein dissidenter Flügel der Sozialdemokratischen Partei der Regierung, der sich weigerte, Paulo Maluf, den Wunschkandidaten der Generäle für die Nachfolge von Figueiredo, zu unterstützen. Maluf verlor bei der Wahl im Wahlkollegium gegen Tancredo Neves, was Brasiliens Rückkehr zur Demokratie beschleunigte.
Im Kabinett José Sarney, das nach Tode von Neves vor dessen Amtsantritt gebildet wurde, übernahm Aureliano Chaves zwischen dem 15. März 1985 und dem 22. Dezember 1988 das Amt als Minister für Bergbau und Energie (Ministro de Minas e Energia). Am 26. November 1987 wurde ihm das Großkreuz des Ordens des Infanten Dom Henrique von Portugal verliehen. Bei der Präsidentschaftswahl 1989 kandidierte er ohne Erfolg für das Amt des Staatspräsidenten und zog sich nach seiner Niederlage aus der Politik zurück. Er war von 1954 bis zu deren Tode mit Vivi Chaves (1929–2002) verheiratet.